# Міра (Португалія)
Мі́ра (порт. Mira; МФА: [ˈmi.ɾɐ]) — муніципалітет і містечко в Португалії, в окрузі Коїмбра. Розташований у західній частині країни, на березі Атлантичного океану, на теренах історичної португальської провінції Бейра. Належить до Коїмбрської діоцезії Католицької церкви в Португалії. Права міського самоврядування має з 1442 року. Поділяється на 4 парафії. За адміністративним поділом, чинним до 1976 року, був складовою провінції Берегова Бейра. Площа муніципалітету — 124,03 км², населення муніципалітету — 12465 ос. (2011); густота населення — 100,5 осіб/км²
. Патрон — святий Тома. Святковий день муніципалітету — 25 липня. Поштовий індекс — 3070.  Код місцевої адміністративної одиниці — 0608. Складова статистичного регіону Центр.

## Географія
Міра розташована на заході Португалії, на північному заході округу Коїмбра.
Міра межує на півночі з муніципалітетом Вагуш, на півдні — з муніципалітетом Кантаньєде, На заході омивається водами Атлантичного океану.

## Історія
1442 року португальський король Афонсу V надав Мірі форал, яким визнав за поселенням статус містечка та муніципальні самоврядні права.

## Населення
| Кількість мешканців | Кількість мешканців | Кількість мешканців | Кількість мешканців | Кількість мешканців | Кількість мешканців | Кількість мешканців | Кількість мешканців | Кількість мешканців | Кількість мешканців | Кількість мешканців | Кількість мешканців | Кількість мешканців | Кількість мешканців | Кількість мешканців | Кількість мешканців |
| ------------------- | ------------------- | ------------------- | ------------------- | ------------------- | ------------------- | ------------------- | ------------------- | ------------------- | ------------------- | ------------------- | ------------------- | ------------------- | ------------------- | ------------------- | ------------------- |
| 1864                | 1878                | 1890                | 1900                | 1911                | 1920                | 1930                | 1940                | 1950                | 1960                | 1970                | 1981                | 1991                | 2001                | 2011                |                     |
| 6 012               | 6 554               | 7 400               | 8 075               | 8 726               | 9 158               | 9 671               | 11 571              | 13 099              | 13 384              | 13 149              | 13 299              | 13 257              | 12 872              | 12 465              |                     |